# Nederland op de Olympische Winterspelen 2006
Tijdens de Olympische Winterspelen van 2006 die in Turijn, Italië werden gehouden nam Nederland voor de achttiende keer deel. Er nam een recordaantal van 33 sporters deel in vier takken van sport: bobsleeën, schaatsen, shorttrack en snowboarden. Rintje Ritsma werd de eerste Nederlander die voor de vijfde keer deelnam aan de winterspelen. Jan Bos nam voor de derde keer deel aan de winterspelen, in 2004 was hij ook deelnemer op de zomerspelen. Voor Bob de Jong, Marianne Timmer en Erben Wennemars was het hun derde deelname. Er werden negen medailles verdiend; drie gouden, twee zilveren en vier bronzen.
De Chef de mission voor deze spelen was Eddy Verheijen. Tijdens de openingsceremonie werd de Nederlandse vlag gedragen door schaatser Jan Bos. Bij de sluitingsceremonie was deze eer weg gelegd voor Rintje Ritsma.

## Medailleoverzicht
| Sport     | Olympiër          | Discipline               | Medaille |
| --------- | ----------------- | ------------------------ | -------- |
| Schaatsen | Bob de Jong       | 10.000 m (m)             | Goud     |
| Schaatsen | Marianne Timmer   | 1000m (v)                | Goud     |
| Schaatsen | Ireen Wüst        | 3000m (v)                | Goud     |
| Schaatsen | Sven Kramer       | 5000m (m)                | Zilver   |
| Schaatsen | Renate Groenewold | 3000m (v)                | Zilver   |
| Schaatsen | Erben Wennemars   | 1000m (m)                | Brons    |
| Schaatsen | Carl Verheijen    | 10.000m (m)              | Brons    |
| Schaatsen | Olympisch team    | ploegenachtervolging (m) | Brons    |
| Schaatsen | Ireen Wüst        | 1500m (v)                | Brons    |

## Deelnemers en resultaten
(m) = mannen, (v) = vrouwen 

### Bobsleeën
| Olympiër (deelname)                                     | Discipline                 | Resultaat | Prestatie                                                  |
| ------------------------------------------------------- | -------------------------- | --------- | ---------------------------------------------------------- |
| Arend Glas Sybren Jansma                                | 2-mansbob (m) Nederland I  | 19e       | 3.47,36 (+3,98) (56,70 / 56,54 / 56,95 / 57,17)            |
| Arend Glas Sybren Jansma Vincent Kortbeek Arno Klaassen | 4-mansbob (m) Nederland I  | 16e       | 3.43,19 (+2,77) (55,82 / 56,08 / 55,78 / 55,51)            |
| Eline Jurg Nannet Kiemel                                | 2-mansbob (v) Nederland II | 11e       | 3.52,90 (+2,92) (58,05 / 58,08 / 58,42 / 58,35)            |
| Ilse Broeders Jeannette Pennings                        | 2-mansbob (v) Nederland I  | dnf       | gecrasht in 1e run, niet van start gegaan in run 2, 3 en 4 |

De reservisten Cesar Gonzales (mannen) en Urta Rozenstruik (vrouwen) kwamen niet in actie.

### Schaatsen
| Olympiër (deelname)                                                            | Discipline                | Resultaat  | Prestatie |
| ------------------------------------------------------------------------------ | ------------------------- | ---------- | --- |
| Jan Bos                                                                        | 500 m (m)                 | 11e        | 71,11 (+1,35) (35,68 / 35,43)                                                                                |
| Jan Bos                                                                        | 1000 m (m)                | 5e         | 1.09,42 (+0,53)                                                                                              |
| Jan Bos                                                                        | 1500 m (m)                | 20e        | 1.48,61 (+2,64)                                                                                              |
| Simon Kuipers                                                                  | 500 m (m)                 | 23e        | 71,84 (+2,08) (36,10 / 35,74)                                                                                |
| Simon Kuipers                                                                  | 1500 m (m)                | 4e         | 1.46,58 (+0,61)                                                                                              |
| Beorn Nijenhuis                                                                | 500 m (m)                 | 35e        | 84,55 (+14,79) (48,84 / 35,71)                                                                               |
| Beorn Nijenhuis                                                                | 1000 m (m)                | 12e        | 1.09,85 (+0,96)                                                                                              |
| Erben Wennemars                                                                | 500 m (m)                 | 16e        | 71,30 (+1,54) (35,46 / 35,84)                                                                                |
| Erben Wennemars                                                                | 1000 m (m)                | Brons      | 1.09,32 (+0,43)                                                                                              |
| Erben Wennemars                                                                | 1500 m (m)                | 5e         | 1.46,71 (+0,74)                                                                                              |
| Stefan Groothuis                                                               | 1000 m (m)                | 8e         | 1.09,57 (+0,68)                                                                                              |
| Sven Kramer                                                                    | 1500 m (m)                | 15e        | 1.48,36 (+2,39)                                                                                              |
| Sven Kramer                                                                    | 5000 m (m)                | Zilver     | 6.16,40 (+1,72)                                                                                              |
| Sven Kramer                                                                    | 10.000 m (m)              | 7e         | 13.18,14 (+16,57)                                                                                            |
| Bob de Jong                                                                    | 5000 m (m)                | 6e         | 6.22,12 (+7,44)                                                                                              |
| Bob de Jong                                                                    | 10.000 m (m)              | Goud       | 13.01,57 (Baanrecord)                                                                                        |
| Carl Verheijen                                                                 | 5000 m (m)                | 4e         | 6.16,40 (+4,16)                                                                                              |
| Carl Verheijen                                                                 | 10.000 m (m)              | Brons      | 13.08,80 (+7,23)                                                                                             |
| Sven Kramer Carl Verheijen Erben Wennemars Rintje Ritsma Mark Tuitert          | ploegen achtervolging (m) | Brons      | tijdkwalificatie: 3.48,92 (3e) kf: 3.44,65, wint van RUS hf: ingehaald door ITA na val 3e/4e plaats: 3.44,53 |
|                                                                                |                           |            | |
| Annette Gerritsen                                                              | 500 m (v)                 | 12e        | 78,09 (+1,52) (39,12 / 38,97)                                                                                |
| Annette Gerritsen                                                              | 1000 m (v)                | 23e        | 1.18,33 (+2,28)                                                                                              |
| Sanne van der Star                                                             | 500 m (v)                 | 14e        | 78,59 (+2,02) (39,26 / 39,33)                                                                                |
| Marianne Timmer                                                                | 500 m (v)                 | dsq-1      | gediskwalificeerd in 1e race                                                                                 |
| Marianne Timmer                                                                | 1000 m (v)                | Goud       | 1.16,05 |
| Marianne Timmer                                                                | 1500 m (v)                | 14e        | 2.00,45 (+5,18)                                                                                              |
| Barbara de Loor                                                                | 1000 m (v)                | 6e         | 1.16,73 (+0,68)                                                                                              |
| Ireen Wüst                                                                     | 1000 m (v)                | 4e         | 1.16,39 (+0,34)                                                                                              |
| Ireen Wüst                                                                     | 1500 m (v)                | Brons      | 1.56,90 (+1,63)                                                                                              |
| Ireen Wüst                                                                     | 3000 m (v)                | Goud       | 4.02,43 |
| Paulien van Deutekom                                                           | 1500 m (v)                | 13e        | 2.00,15 (+4,88)                                                                                              |
| Renate Groenewold                                                              | 1500 m (v)                | 9e         | 1.59,33 (+4,06)                                                                                              |
| Renate Groenewold                                                              | 3000 m (v)                | Zilver     | 4.03,48 (+1,05)                                                                                              |
| Renate Groenewold                                                              | 5000 m (v)                | 9e         | 7.11,32 (+12,25)                                                                                             |
| Moniek Kleinsman                                                               | 17e                       | 3000 m (v) | 4.13,81 (+11,38)                                                                                             |
| Carien Kleibeuker                                                              | 10e                       | 5000 m (v) | 7.12,18 (+13,11)                                                                                             |
| Paulien van Deutekom Renate Groenewold Moniek Kleinsman Ireen Wüst Gretha Smit | ploegen achtervolging (v) | 6e         | tijdkwalificatie: 3.06,67 (4e) kf: 3.03,65, verliest van GER 5e/6e plaats: 3.05,62, verliest van USA         |

### Shorttrack
| Olympiër (deelname) | Discipline | Resultaat    | Prestatie                                                         |
| ------------------- | ---------- | ------------ | ----------------------------------------------------------------- |
| Cees Juffermans     | 500 m (m)  | kwartfinale  | vr 4: 42,849 (3e), kf 1: 42,515 (3e)                              |
| Cees Juffermans     | 1500 m (m) | halve finale | vr 3: 3.27,696 (2e), hf 3: niet gefinisht                         |
| Niels Kerstholt     | 1000 m (m) | voorronde    | vr 7: gediskwalificeerd                                           |
| Niels Kerstholt     | 1500 m (m) | 11e          | vr 6: 2.23,854 (2e), hf 1: 2.21,748 (3e), b-finale: 2.24,962 (5e) |
|                     |            |              |                                                                   |
| Liesbeth Mau Asam   | 500 m (v)  | voorronde    | vr 7: 45.500 (3e)                                                 |
| Liesbeth Mau Asam   | 1000 m (v) | kwartfinale  | vr 7: 1.38,039 (2e), kf 2: 1.34,034 (3e)                          |
| Liesbeth Mau Asam   | 1500 m (v) | halve finale | vr 2: 2.28,910 (3e), hf 2: 2.26,370 (6e)                          |

### Snowboarden
| Olympiër (deelname) | Discipline               | Resultaat | Prestatie                          |
| ------------------- | ------------------------ | --------- | ---------------------------------- |
| Cheryl Maas         | halfpipe (v)             | 11e       | run 1: 8.7 pnt. / run 2: 16.5 pnt. |
| Nicolien Sauerbreij | parallelreuzenslalom (v) | 12e       | tijd: 1.22,17, 220 pnt.            |

Albanië · Algerije · Amerikaanse Maagdeneilanden · Andorra · Argentinië · Armenië · Australië · Azerbeidzjan · België · Bermuda · Bosnië en Herzegovina · Brazilië · Bulgarije · Canada · Chili · China · Chinees Taipei · Costa Rica · Cyprus · Denemarken · Duitsland · Estland · Ethiopië · Finland · Frankrijk · Georgië · Griekenland · Groot-Brittannië · Hongarije · Hongkong · Ierland · IJsland · India · Iran · Israël · Italië · Japan · Kazachstan · Kenia · Kirgizië · Kroatië · Letland · Libanon · Liechtenstein · Litouwen · Luxemburg · Macedonië · Madagaskar · Moldavië · Monaco · Mongolië · Nederland · Nepal · Nieuw-Zeeland · Noord-Korea · Noorwegen · Oekraïne · Oezbekistan · Oostenrijk · Polen · Portugal · Roemenië · Rusland · San Marino · Senegal · Servië en Montenegro · Slovenië · Slowakije · Spanje · Tadzjikistan · Thailand · Tsjechië · Turkije · Venezuela · Verenigde Staten · Wit-Rusland · Zuid-Afrika · Zuid-Korea · Zweden · Zwitserland